# Bernikla północna
Bernikla północna (Branta hutchinsii) – gatunek dużego ptaka z podrodziny gęsi (Anserinae) w rodzinie kaczkowatych (Anatidae), dawniej uznawany za podgatunek bernikli kanadyjskiej. Gniazduje w północnoamerykańskiej tundrze (Kanada, Alaska). Zimuje głównie na zachodzie i południu kontynentu (po Meksyk), natomiast w Japonii obecnie spotykane są zimujące osobniki z reintrodukowanej na Aleutach populacji podgatunku B. h. leucopareia (wcześniej zimowała tam wymarła populacja B. h. asiatica).

## Systematyka, zasięg występowania
Berniklę północną i berniklę kanadyjską łączono dawniej w jeden gatunek (B. canadensis). Bernikla północna występuje w zależności od podgatunku:
- bernikla mała[8] (B. h. minima) – zachodnia Alaska
- bernikla aleucka[8] (B. h. leucopareia) – Wyspa Beringa, północne Kuryle i Aleuty
- bernikla północna[8] (B. h. hutchinsii) – północno-środkowa Kanada, Grenlandia
- B. h. taverneri – północno-wschodnia Alaska, północna Kanada

Proponowany podgatunek B. h. asiatica, lęgnący się na Aleutach i Wyspach Komandorskich, a zimujący w Japonii, został zsynonimizowany z B. h. leucopareia. Populacja ta wymarła do lat 40. XX wieku.
Sporadycznie pojawia się w Polsce (do 2021 odnotowano 21 stwierdzeń), ze względu jednak na to, że nie ma pewności, czy były to pojawy naturalne, gatunkowi temu nadano kategorię D w klasyfikacji AERC i nie jest on zaliczany do krajowej awifauny.

## Morfologia

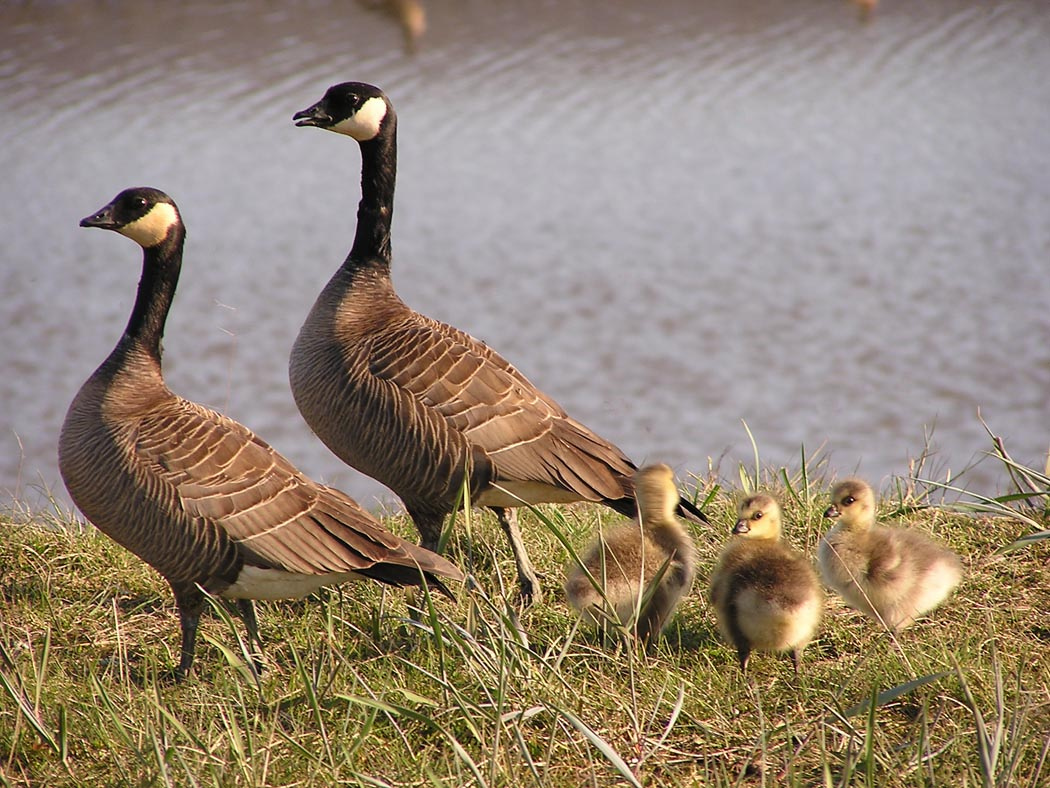
Ptaki z podgatunku B. h. minima

Nieco mniejsza od bernikli kanadyjskiej, podobnie do niej ubarwiona: szarobrązowe skrzydła, czarna szyja i głowa, biała plama na policzku. Dziób, szyja i nogi krótsze niż u bernikli kanadyjskiej.
Mierzy 55–110 cm, masa ciała wynosi 1,65–2,38 kg (hutchinsii), 1,095–1,89 kg (minima).

## Status
Międzynarodowa Unia Ochrony Przyrody (IUCN) uznaje berniklę północną za gatunek najmniejszej troski (LC – Least Concern). W 2020 roku organizacja Partners in Flight szacowała liczebność populacji lęgowej na około 4,5 miliona osobników. W tym samym roku organizacja Wetlands International oceniała globalny trend liczebności populacji jako wzrostowy.